# Follo
Fòllo (Folo in ligure, U Fulu nella variante locale) è un comune italiano sparso di 6 155 abitanti della provincia della Spezia in Liguria.

## Geografia fisica
La sua posizione geografica pone il comune di Follo al centro di un crocevia importante che mette in comunicazione l'alta e media val di Vara con il golfo della Spezia e la piana della val di Magra.
Il territorio comunale, facente parte del Parco naturale regionale di Montemarcello-Magra-Vara, è prevalentemente collinare, sviluppandosi preminentemente intorno alle formazioni collinari che costituiscono i displuvi del torrente Durasca a sud, del torrente Graveglia a nord e del fiume Vara a ovest che costituisce in parte il confine amministrativo orientale, tant'è che la maggior parte delle frazioni sono poste sulle pendici delle colline retrostanti la vallata del fiume Vara, eccezion fatta per Valdurasca, Piana Battolla e Via Romana.
La geografia del territorio follese è caratterizzata dalla presenza del fiume Vara, vero e proprio protagonista della natura geografica del comune. I maggior centri abitati sorgono infatti sulla lungomonte della vallata, alle pendici delle colline e in stretta vicinanza con il fiume.

## Origini del nome
Il toponimo Follo compare in un documento del 1197 e molto probabilmente deriva, come l'omonima Fullo presso Genova, o la città toscana Follonica, dal verbo latino fullare (pigiare, l'uva o i panni).
Altri documenti medievali farebbero derivare il nome dalla parola fola ossia riserva di caccia. Tale ipotesi sembra trovi conferma nel fatto che il territorio follese fosse appunto riserva di caccia di alcuni membri della famiglia Estense.

## Storia

### Dalla Preistoria all'età romana
Nella preistoria le popolazioni locali, i Liguri Apuani, si sostentavano con l'agricoltura, irrigando i campi con le acque dei fiumi Vara e Durasca, macinando cereali, trasportando legname e con la pesca.
Nel 238 a.C. la tribù dei Liguri Briniates si oppose all'espansione coloniale romana. Il console romano Marco Emilio Lepido (famoso per la costruzione della Via Emilia), combatté lungamente contro la popolazione deportandola infine in massa nella provincia di Benevento.
Nel 20 a.C. l'imperatore Augusto inserisce la Liguria nelle undici regioni dell'Impero romano, tracciandone i confini. Nel 14 a.C. gli Apuani si sottomisero a Roma e quest'ultima ricambierà la sottomissione con opere quali postazioni difensive, torri di controllo ai confini e vie di comunicazione.

### Medioevo
Follo subì l'invasione dei Barbari e successivamente i saccheggi dei Saraceni. Guerre, epidemie, carestie contribuirono allo smembramento delle antiche proprietà fondiarie romane e all'abbandono delle zone montane a favore delle località collinari più facilmente difendibili.

Seguì poi la sorte dei territori della Lunigiana divenendo nel X secolo possedimento degli Obertenghi e degli Estensi.
Nel 1113 i Signori di Vezzano cedono le terre del territorio di Follo alla Repubblica di Genova.
La Repubblica si appoggia a feudatari fedeli tra i quali la famiglia Malaspina. 
Più tardi Follo ritorna sotto il controllo dei vescovi di Luni e ancora ai genovesi nel febbraio del 1224.
Nel 1252 il papa Innocenzo IV concede il territorio al nipote Nicolò della nobile famiglia dei Fieschi, che lo unisce al proprio dominio locale, indipendente da Genova. Nel 1276, sconfitto, Nicolò è costretto a rivenderlo alla Repubblica genovese. 

La zona diviene terra di confine e caposaldo genovese da opporre alle mire espansionistiche di Firenze e di Pisa.

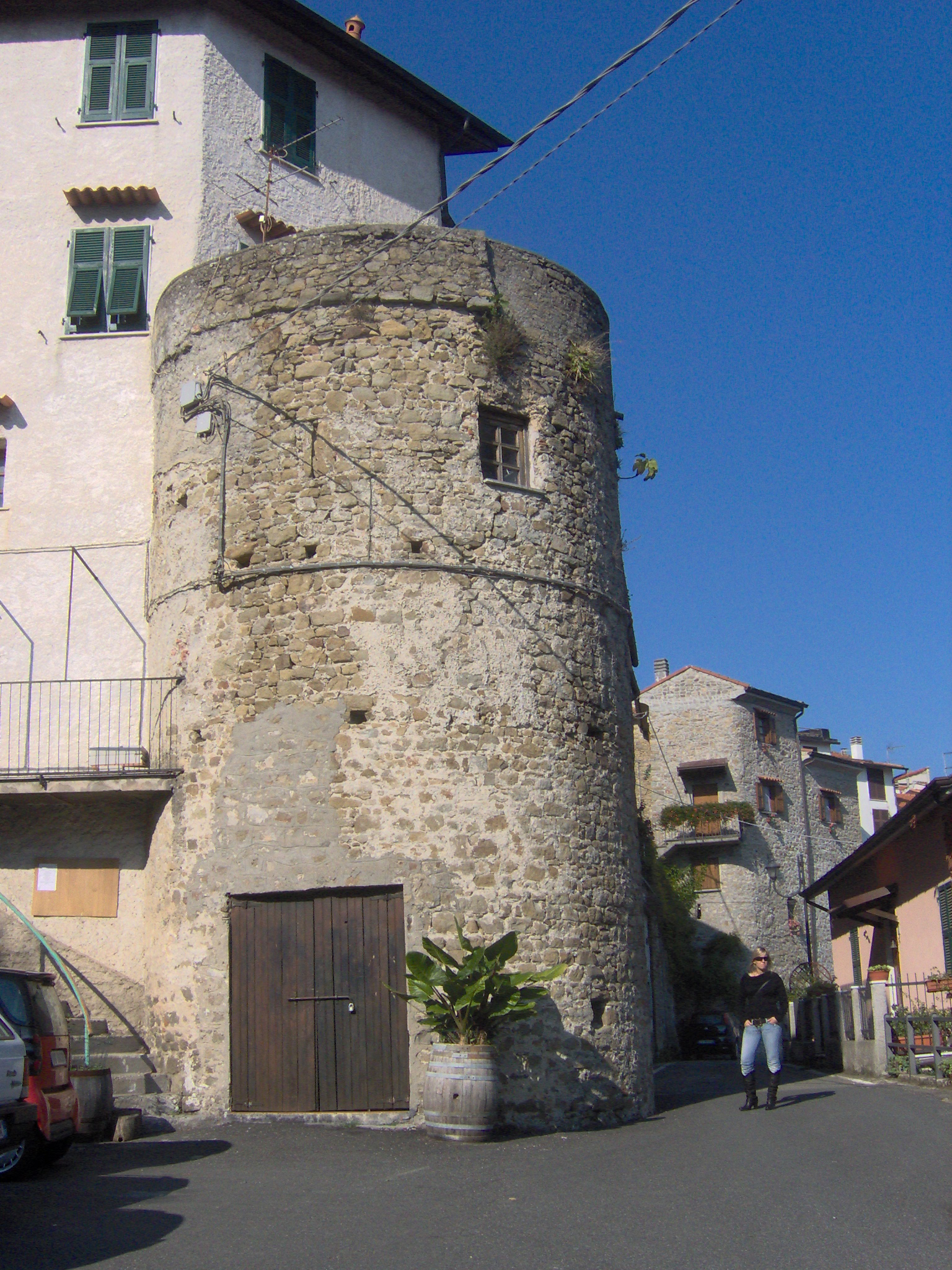
Bastione nella frazione di Follo Castello

Nel corso dei secoli i territori e i suoi castelli passarono da Castruccio Castracani, Signore di Lucca, ai Visconti, agli Sforza, ai Francesi e infine ai Malaspina.

### Dal XVI al XIX secolo
I territori diventarono dominio genovese in seguito all'intervento dell'imperatore Carlo V di Francia, alleato dei Doria, che contribuì a strutturare le varie comunità, attribuendo loro un Console locale, nominato direttamente dalla Superba, che rappresentava il Podestà.
Risale al 1578 la stesura del primo statuto della comunità di Follo (Capitula et seu Statuta civilia et criminalia loci et Communis Folli).
Nel XVIII secolo l'Astria costituisce un piccolo dominio, ma la pace di Aquisgrana pone fine alla guerra per la successione austriaca, dando tutto il territorio della val di Vara alla Repubblica di Genova che ne mantiene il controllo fino alla dominazione napoleonica di fine Settecento.
Con la nuova dominazione francese di Napoleone Bonaparte dal 2 dicembre 1797 rientra nel Dipartimento del Golfo di Venere, con capoluogo La Spezia, nell'ambito della Repubblica Ligure. Dal 28 aprile del 1798, con i nuovi ordinamenti francesi, il territorio follese rientra nel III cantone, capoluogo Tivegna, della Giurisdizione di Golfo di Venere. 

Dal 1803 fu centro principale del III cantone del Golfo di Venere nella Giurisdizione del Golfo di Venere e dal 13 giugno 1805 al 1814, nell'Impero francese, inserito nel Dipartimento degli Appennini.
Nel 1815 Follo è incluso nella provincia di Levante del Regno di Sardegna, così come stabilì il Congresso di Vienna del 1814, e successivamente nel Regno d'Italia dal 1861.
Dal 1859 al 1927 il territorio fu compreso nel I mandamento di Spezia del circondario di Levante facente parte della provincia di Genova prima e, con l'istituzione nel 1923, della provincia della Spezia poi. Subisce infine gli ultimi aggiustamenti e assestamenti del territorio comunale nel 1929 con la cessione della frazione di Polverara al comune di Riccò del Golfo di Spezia.
L'evoluzione urbana del territorio parte dalle colline, abitate già nel tardo Medioevo per fuggire ai pericoli di razzie e di epidemie. Solo nel Novecento la piana alluvionale bagnata dal fiume Vara è stata urbanizzata con l'espansione dei due centri più significativi del comune: Piano di Follo e Piana Battolla.

### XX secolo
La seconda guerra mondiale vide il comune di Follo colpito da deportazioni, bombardamenti e da innumerevoli episodi di rappresaglia da parte delle forze nazifasciste distaccate nel territorio follese. Dal territorio follese stesso vennero a formarsi vari gruppi partigiani che dopo l'8 settembre 1943 si attivarono, iniziando a raccogliere e nascondere le armi abbandonate da alcuni reparti presenti nel territorio, prima dell'8 settembre, e sbandatisi in seguito all'armistizio. Successivamente, furono presi i primi contatti con alcuni gruppi di sbandati che si organizzavano nei territori limitrofi e si mobilitarono verso i monti del calicese. Tra gli attivi reclutatori di giovani partigiani Carlo Borrelli, parroco del capoluogo, Orazio Montefiori, ufficiale dell'esercito, e Agostino Bronzi, ai tempi sfollato dalla città della Spezia, distrutta dai bombardamenti alleati. Molti di questi giovani furono protagonisti della costituzione del Battaglione Val di Vara, formazione partigiana della brigata partigiana Giustizia e Libertà.
La popolazione fu protagonista, durante la Resistenza, suo malgrado, soprattutto a causa della costante presenza sul territorio delle forze naziste, in particolare di un distaccamento della marina del Terzo Reich, proprio sul sito dove attualmente sorge la scuola secondaria statale "Salvo D'Acquisto". Il 28 luglio 1944 rappresaglie fasciste e naziste causano lo sfollamento e il rogo del vecchio centro storico del paese di Follo Castello, ritenuto covo dei partigiani. Nell'episodio morirono due persone, imprigionate nelle loro case in fiamme. Il 15 febbraio 1945, nel paese di Pian di Follo, per rappresaglia in seguito a un agguato che vide caduto un soldato tedesco, furono prelevati, nelle carceri spezzine del XXI fanteria, quattro partigiani (Sante Gattoronchieri, Vasco Pieracci, Alcide Paita e Albino Pietrapiana). Furono condotti a Piano di Follo, impiccati con il fil di ferro lungo il viale e lasciati appesi per tre giorni. Nel luogo fu posta dopo la guerra una lapide che ricorda i quattro martiri. A Sorbolo, il 12 dicembre 1944 durante un rastrellamento, venne ucciso il partigiano Guglielmo Luti.

### XXI secolo
Dal 1973 al 31 dicembre 2008 ha fatto parte della Comunità montana della Media e Bassa Val di Vara e, con le nuove disposizioni della legge regionale nº 24 del 4 luglio 2008, fino al 2011 della Comunità montana Val di Vara.
Nel 2011 il comune subisce ingenti danni in seguito all'alluvione. Il fiume Vara esonda nelle campagne circostanti, anche i suoi principali affluenti (Voro e Montemezzano) esondano allagando alcune abitazioni vicine al Parco fluviale e la zona industriale prospiciente il fiume stesso.

### Simboli
Stemma
Gonfalone

Lo stemma è stato concesso con il regio decreto datato al 18 aprile 1929; il gonfalone con il decreto del presidente della Repubblica datato all'11 ottobre 1983.

## Monumenti e luoghi d'interesse

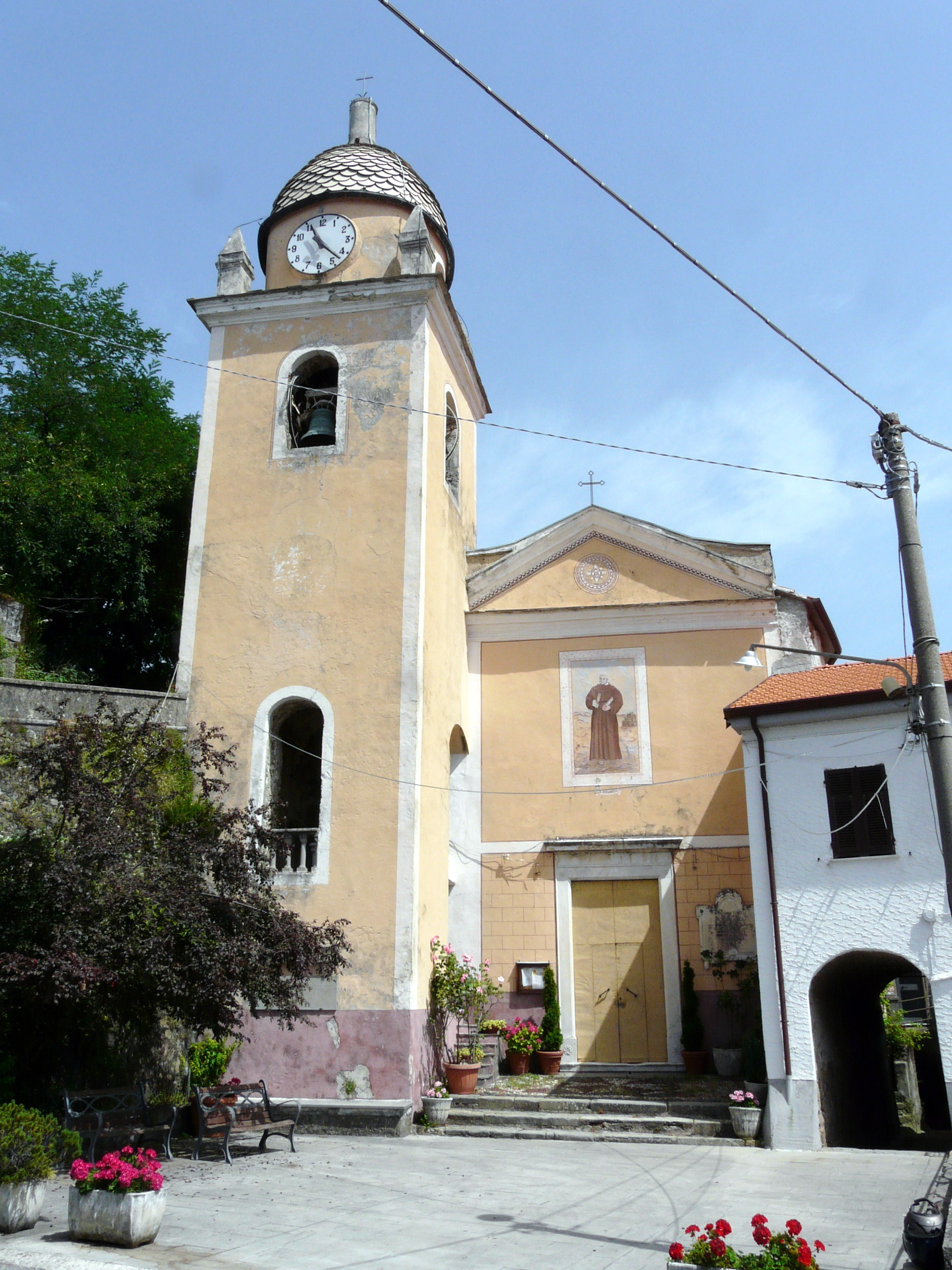
La chiesa parrocchiale di San Leonardo abate a Follo Alto

### Architetture religiose
- Chiesa parrocchiale di San Leonardo abate a Follo Alto, costruita nel XVII secolo sulla sommità più alta dell'abitato, custodisce alcune opere pittoriche di pregio.
- Chiesa parrocchiale di San Martino vescovo nella frazione di Bastremoli, riedificata nel corso del Settecento sui resti di un preesistente edificio del XII secolo.
- Chiesa parrocchiale di Santa Maria Assunta nella frazione di Carnea. Edificata nel 1686 conserva una tela della Madonna col Bambino fra san Gerolamo e san Giovannino del XVI secolo.
- Santuario della Madonna dell'Olivo nella frazione di Carnea, antica sede della parrocchia.
- Oratorio della Santa Croce nella frazione di Carnea.
- Oratorio di San Rocco nella frazione di Carnea.
- Chiesa parrocchiale di Santa Maria Ausiliatrice nella frazione di Piana Battolla, edificata tra il 1824 e il 1869.
- Oratorio di San Rocco nella frazione di Piana Battolla, del 1657.
- Chiesa parrocchiale di San Martino Vescovo a Piano di Follo, citata per la prima volta in un documento del 950.
- Oratorio della Madonna del Carmine in località Rossoli.
- Chiesa parrocchiale di San Lorenzo martire nella frazione di Sorbolo. Edificata nel corso del Seicento, conserva un dipinto a olio del XVIII secolo raffigurante la Madonna col Bambino e un dipinto a olio su ardesia ritraente la Madonna del Rosario.
- Chiesa parrocchiale di San Lorenzo martire nella frazione di Tivegna, menzionata per la prima volta nel 1229.
- Oratorio della Madonna del Carmine nella frazione di Tivegna.
- Chiesa di San Pietro nella frazione di Val Durasca.

## Società

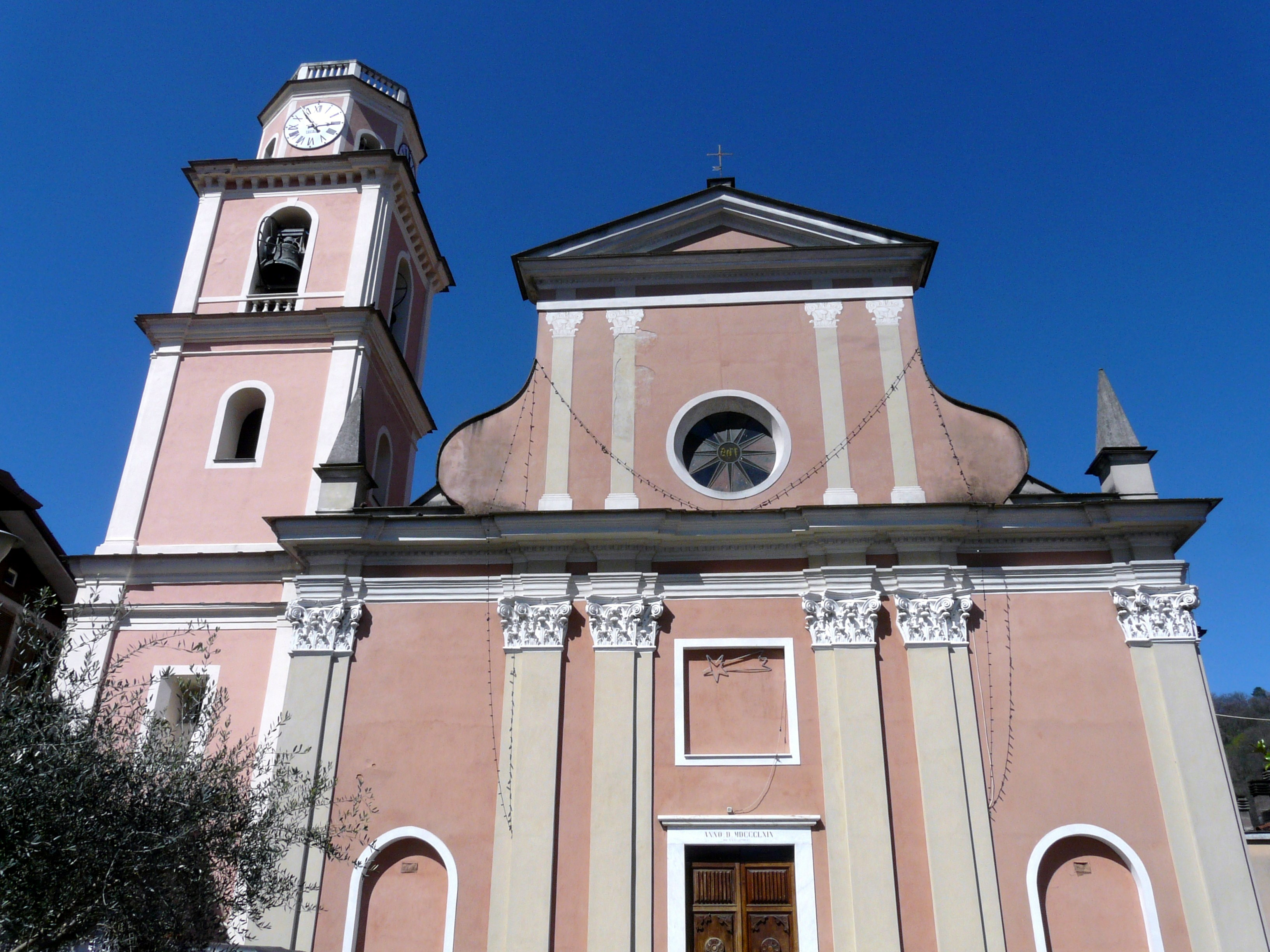
La chiesa di Santa Maria Ausiliatrice a Piana Battolla

### Evoluzione demografica
Abitanti censiti

### Etnie e minoranze straniere
Secondo i dati Istat al 31 dicembre 2019, i cittadini stranieri residenti a Follo sono 522, così suddivisi per nazionalità, elencando per le presenze più significative:
1. Romania, 184
2. Marocco, 132
3. Albania, 41
4. Cina, 28

## Cultura

### Cucina
La cucina ligure - lunigianese è quella meglio rappresentativa del territorio follese. Tra i piatti meglio interpretati vi sono lo stoccafisso e il baccalà, la focaccia, la zuppa di cereali e legumi (meglio nota come mescciüa), le minestre di verdure, le frittate e le torte (di verdura, di riso) e il bonetto. Stimati sono anche i ravioli ripieni di verdura o carne e l'uso del pesto alla genovese. Da non scordare anche la famosa cima alla genovese, i testaroli, la farinata di ceci, la panissa e le frittelle (di baccalà e di fiori di zucca). Tra i dolci tipici spicca il castagnaccio.

## Geografia antropica

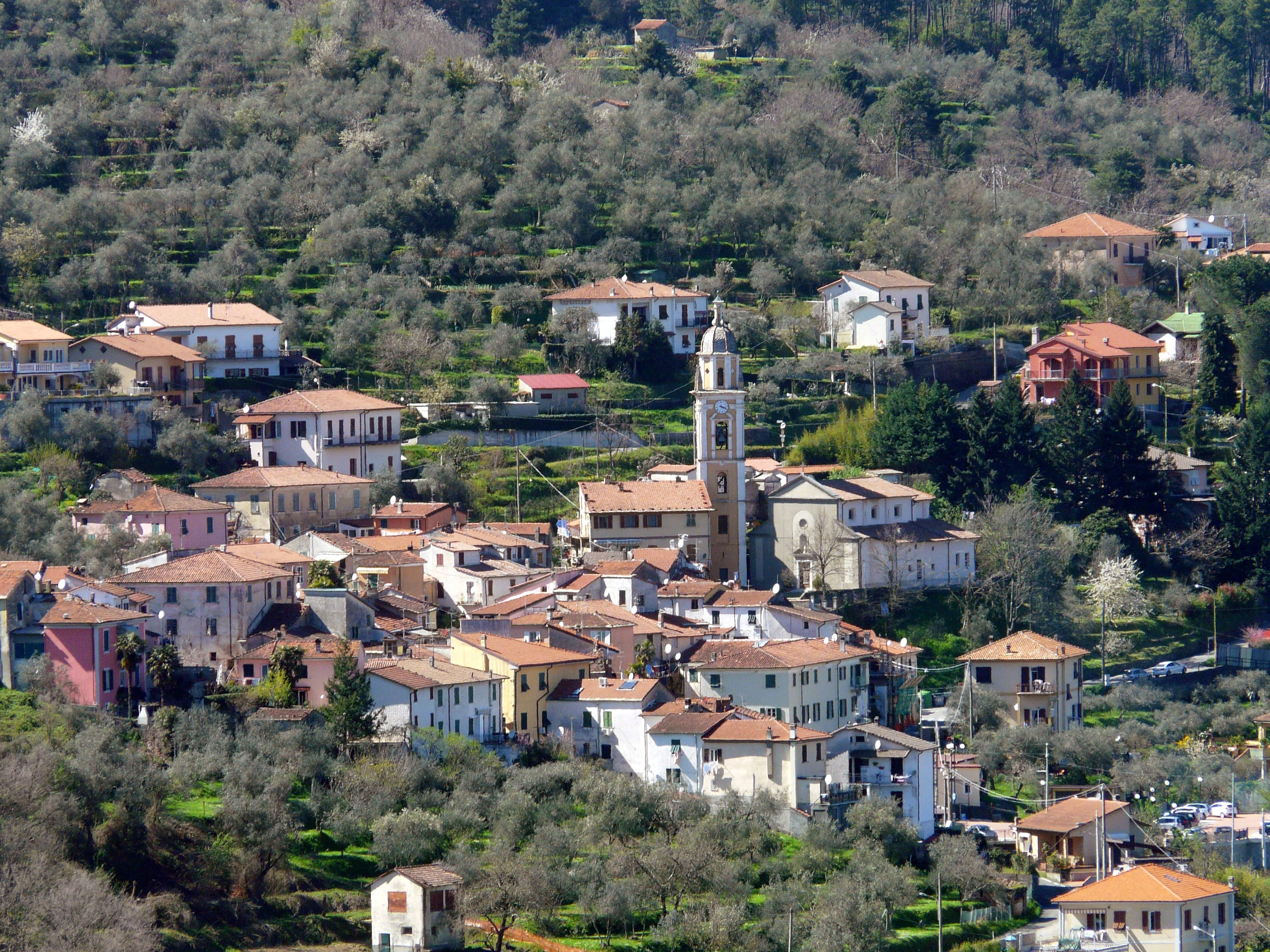
Panorama di Bastremoli da Valeriano di Vezzano Ligure

Essendo di fatto l'ultimo comune del territorio della val di Vara, confina a nord con il comune di Calice al Cornoviglio, a sud con La Spezia e Vezzano Ligure, a ovest con Beverino e Riccò del Golfo di Spezia e a est con Podenzana (MS) e Bolano.
Il comune è costituito da nove frazioni: Bastremoli, Carnea, Follo Alto, Piana Battolla, Piano di Follo (sede comunale), Sorbolo, Tivegna, Val Durasca e Via Romana per una superficie territoriale di 23,27 km².

### Frazioni

#### Bastremoli
Conosciuta già in epoca romana - Baster muli non mittimus - la frazione di Bastremoli, a 185 metri sul livello del mare, conserva alcune tracce dell'antico castello. La locale chiesa parrocchiale è intitolata al vescovo Martino di Tours di cui si hanno notizie nel XVI secolo. L'8 settembre vi si festeggia la Natività di Maria.

#### Carnea

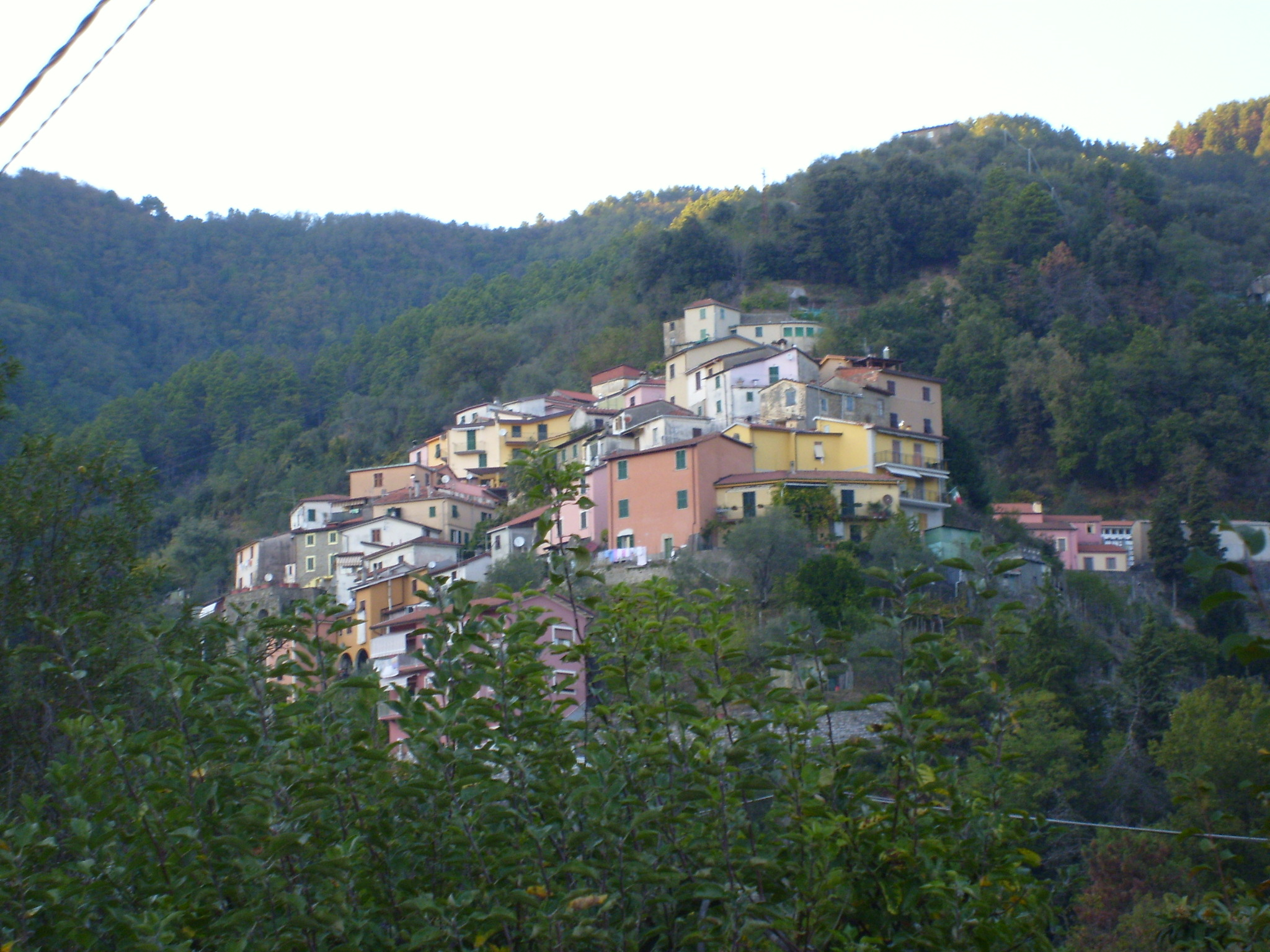
Borgo di Carnea

Carnea è dominata dal monte Santa Croce, dove anticamente esisteva una chiesa condivisa con le comunità di Polverara e Sorbolo. Oggi rimangono solo alcune rovine, con le quali è stato costruito un altare consacrato. Antico possedimento territoriale del castello di Polverara e poi di quello di Tivegna, l'odierna frazione è costituita da un paese che sorge a 265 metri sul livello del mare, e fu citata per la prima volta in un documento del 1188.
È collegata da un'unica strada di accesso alla rete viaria principale, tuttavia esiste una ramificata rete di sentieri e di camminamenti che collegano Carnea ad altre località del comune. Un sentiero collega il centro con la frazione di Sorbolo, passando per il santuario della Madonna dell'Olivo, un altro sentiero collega la frazione con la strada comunale che collega Tivegna con Follo Alto.
Numerose sono le feste e sagre che si svolgono nel paese di Carnea, le due più note sono la sagra della frittella di baccalà (seconda domenica di settembre) e la locale festa indetta dalla Pro loco di Carnea, nel mese di agosto. Sul territorio sono presenti diversi edifici di culto tra i quali la chiesa parrocchiale della Beata Vergine Assunta, il santuario della Madonna dell'Olivo (antica sede della parrocchia) e diversi oratori dedicati alla Santa Croce e a san Rocco.
Tra le sue particolarità Carnea è dotata di un acquedotto di proprietà dei suoi abitanti e la gestione dell'adduzione idrica avviene attraverso il Consorzio Acquedotto Carnea.

#### Follo Alto

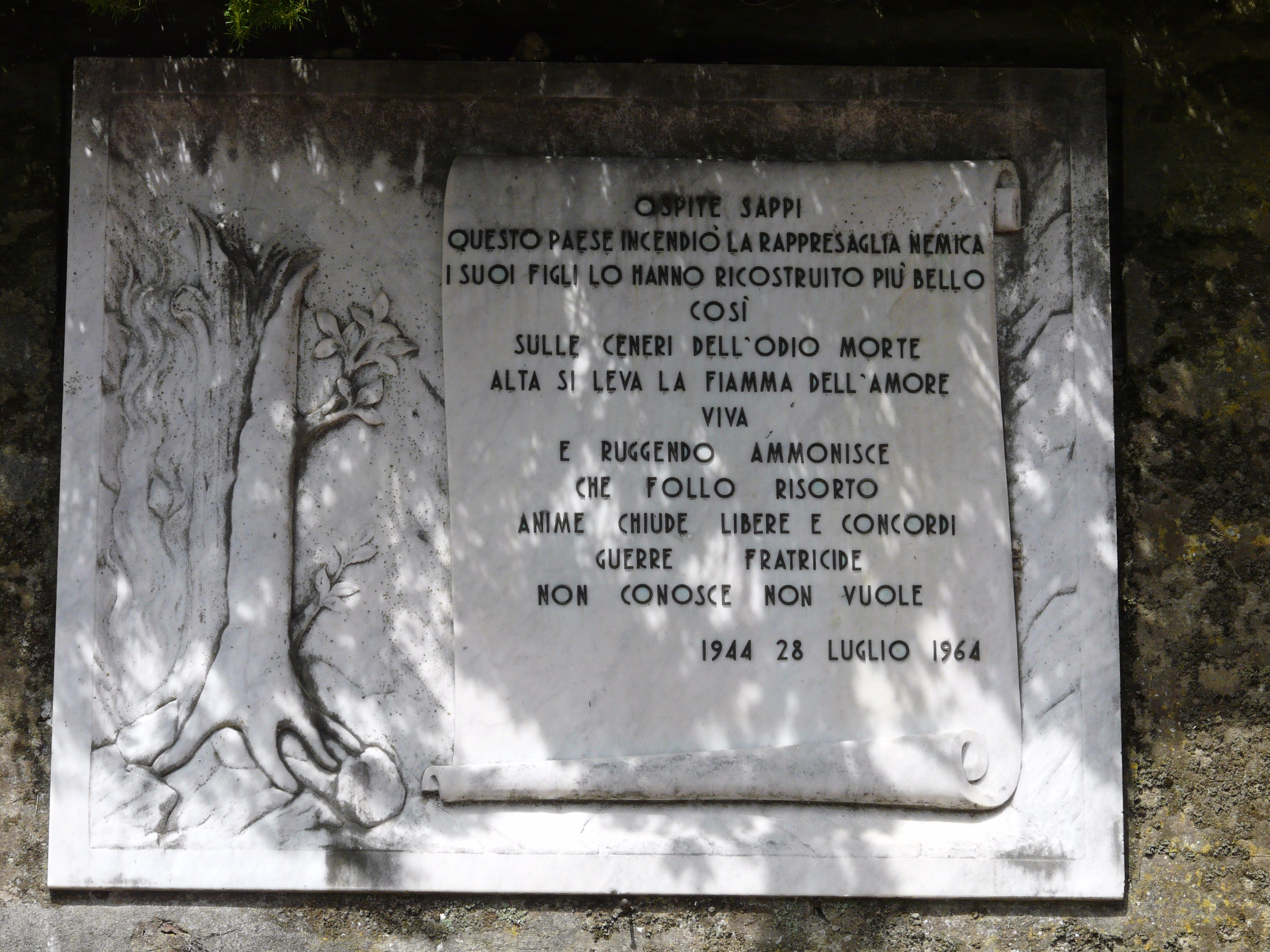
La lapide commemorativa della rappresaglia nazi-fascista

La frazione di Follo Alto è composta a sua volta da varie località abitate: La Villa, Bondano, Fossotano e Castello. Quest'ultima, a 355 metri sul livello del mare, fu un importante centro militare del territorio per la presenza di un antico castello e ancora oggi sono visibili i resti della cinta muraria e del bastione, con le insegne dei Malaspina. Negli anni la località Castello è divenuta sempre meno abitata, mentre La Villa resta quella più popolosa.
Pur non essendo presente una vera e propria fortificazione, il termine Castello deriva evidentemente da una formazione urbanistica per l'appunto di origine militare, nella quale gli edifici fungono anche da cinta muraria in un complesso fortemente arroccato e difficilmente accessibile se non dalle vie di accesso che conducono alle porte.
Su un punto elevato e panoramico è ubicata la locale chiesa parrocchiale di San Leonardo Abate del XVII secolo. Tra le festività annuali quelle di santa Maria Maddalena il 22 luglio e la patronale di san Leonardo il 6 novembre.
Il 28 luglio ricorre l'anniversario del drammatico incendio che nel 1944 fu appiccato dai nazi-fascisti ritenendo che il paese fosse luogo di nascondiglio delle forze partigiane che operavano nel territorio. Nell'incendio morì una donna e un bambino.

#### Piano di Follo

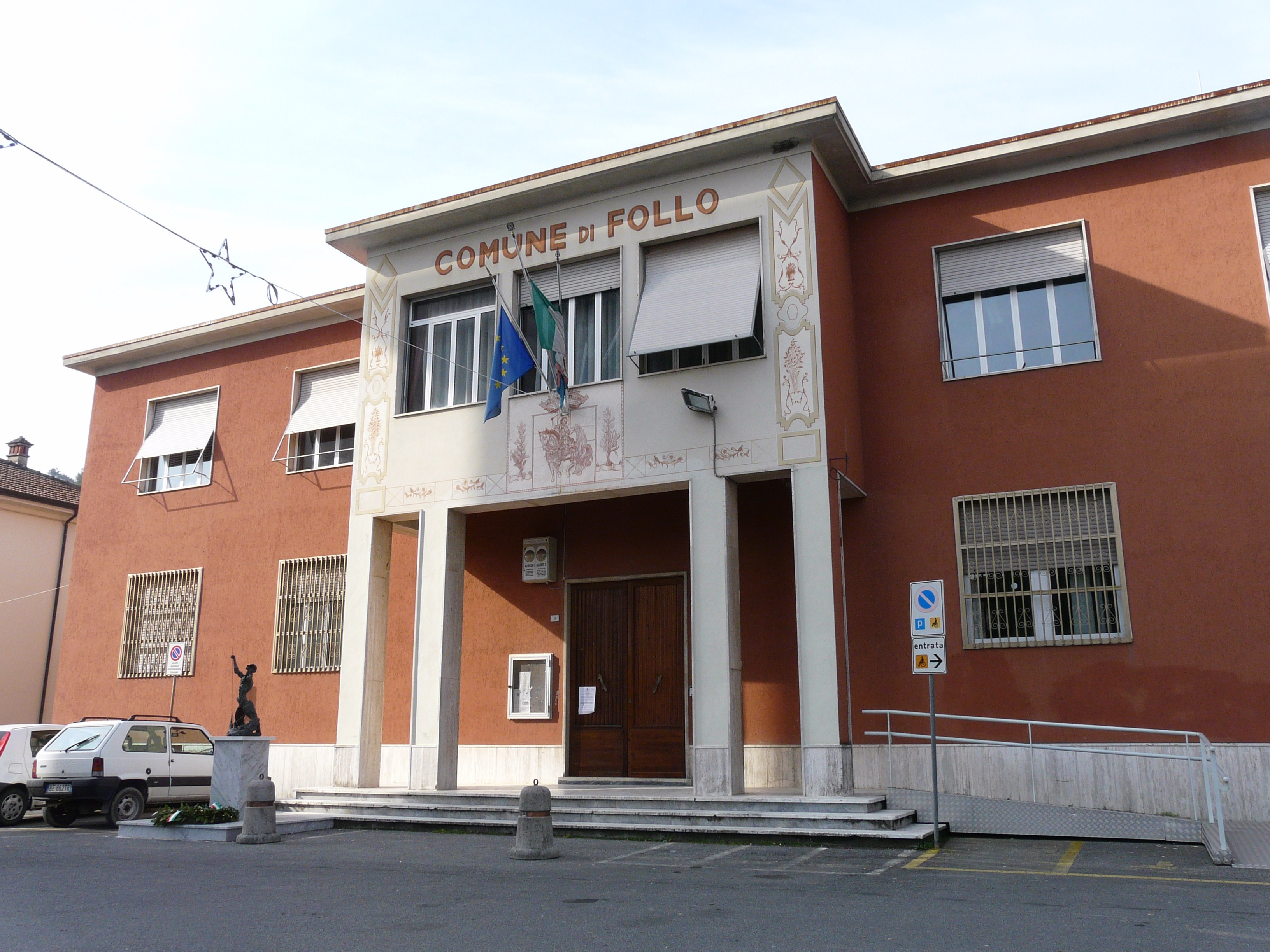
Il palazzo municipale nella sede di Piano di Follo

Piano di Follo è la sede ufficiale del municipio del Comune di Follo, oltre a essere il centro urbano più popoloso del territorio comunale. Sorge a 30 metri sul livello del mare.
Il centro abitato si è sviluppato intorno all'asse viario principale, la Strada Provinciale 10, che separa il lato orientale sottomonte da quello occidentale che è delimitato dall'area fluviale del Parco naturale regionale di Montemarcello-Magra-Vara. Lo sviluppo urbanistico ha visto la sua espansione a partire dagli anni 1960, incominciando intorno alla piazza centrale, dove ha sede il municipio, per poi sviluppare nuove edificazioni lungo la strada principale.
A Piano di Follo sono presenti la maggior parte delle attività produttive e dei servizi del comune, in particolare l'area artigiano-industriale prossima al fiume Vara, sede di decine di capannoni che ospitano aziende manifatturiere e artigianali.
Il nucleo originario, l'antico abitato di San Martino, fu in epoca romana un importante castrum intorno al quale si costruì la locale chiesa parrocchiale, la più antica del comune e dedicata al vescovo Martino di Tours. Secondo le fonti storiche fu edificata nel 960 da pellegrini provenienti dalla Francia.

#### Piana Battolla

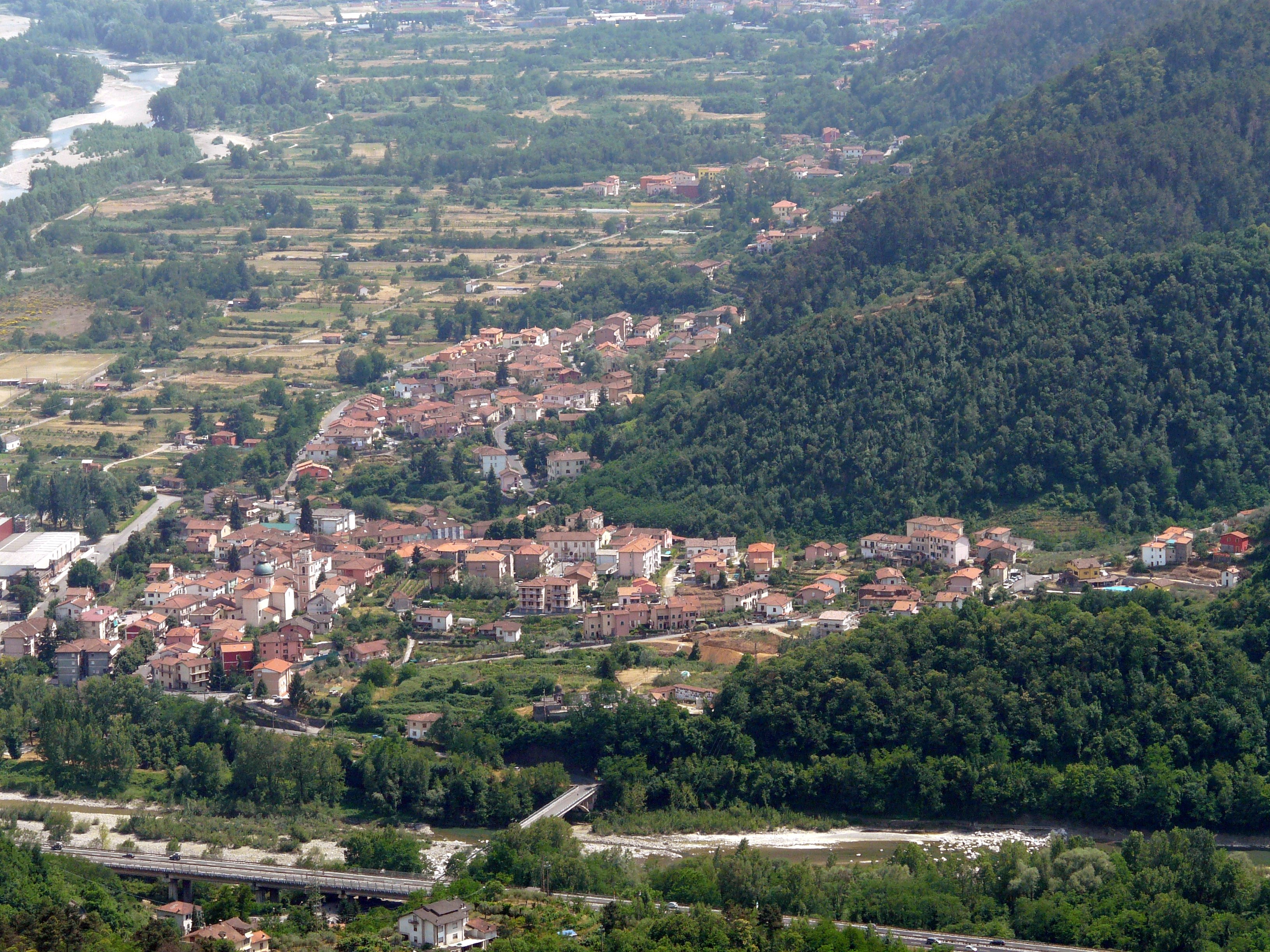
Panorama di Piana Battolla dalla frazione di Madrignano (Calice al Cornoviglio)

Importante paese per i viandanti in epoca medievale, sarà sul finire del XIX secolo e con gli inizi del XX secolo che Piana Battolla - il cui toponimo deriva dal nome della famiglia locale dei Battolla e al fatto di essere a un'altezza di soli 50 metri sul livello del mare - diventò un importante centro commerciale della vallata del Vara. È la seconda frazione come popolosità, ma anche sede di importanti attività produttive di tipo sia agricolo sia industriale.
Piana Battolla fu la sede del primo sportello bancario, oltre alla sede della prima farmacia, nel territorio comunale.
Nel territorio la locale chiesa parrocchiale è dedicata a santa Maria Ausiliatrice, costruita nel XIX secolo, ma ben più antico è l'oratorio di San Rocco del 1657. Annualmente si celebra la festività patronale di san Rocco il 16 agosto.
Nel dicembre del 2009 in località Torenco, un piccolo paese che sorge sulle colline sopra Piana Battolla, si stacca una frana con un fronte di circa 60 000 m² di terra, mettendo a rischio l'abitato e rendendo inagibili diverse abitazioni. Tutt'oggi l'area interessata dal movimento franoso è ancora destinata dal PUC come area di trasformazione residenziale.

#### Sorbolo
Il toponimo Sorbolo trae il nome dalle sorbe, un tipico frutto del bosco. Nel territorio, a 318 metri sul livello del mare, è presente la chiesa di San Lorenzo martire del XVII secolo e, lungo la strada che da Sorbolo conduce a Tivegna, l'oratorio della Madonna del Carmine in località Rossoli. Le principali festività si svolgono il 16 luglio, festa dalla Madonna del Carmine, e il 10 agosto per san Lorenzo.

#### Tivegna

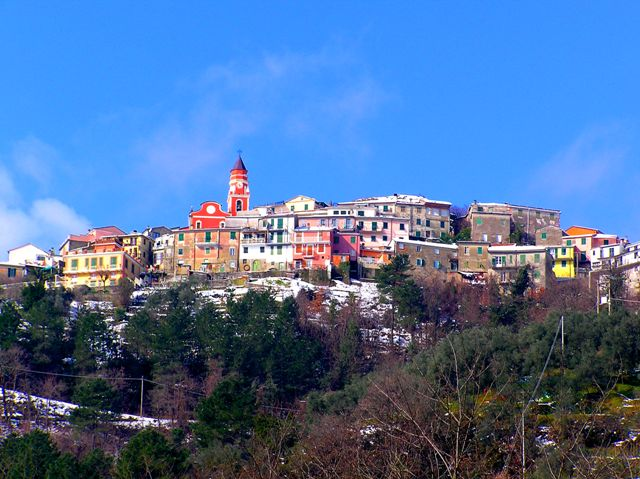
La frazione di Tivegna

Citato in un documento del 936 dell'imperatore Ottone I di Sassonia nella quale si conferma l'appartenenza ai vescovi della diocesi di Luni è uno dei luoghi più antichi del territorio comunale e della valle a 370 m sul livello del mare. Tivegna rimase proprietà dei conti-vescovi lunensi fino al 1252 quando i territori vicini furono ceduti in feudo da papa Innocenzo IV al nipote Nicolò Fieschi. Nel periodo feudale che seguì fu dominio di diverse famiglie tra i quali Castruccio Castracani - Signore di Lucca - i Visconti, gli Sforza, al dominio francese e infine alla Repubblica di Genova; quest'ultima lo assoggettò ai suoi territori dotandola di autonomi statuti e leggi locali fino alla sua caduta nel 1797 per mano di Napoleone Bonaparte nella Campagna d'Italia. Rientrata nei confini della neo Repubblica Ligure - stato satellite del Primo Impero francese napoleonico - fu sede di uno degli otto cantoni della Giurisdizione del Golfo di Venere e poi sede provvisoria del Comune.
Tra gli edifici di culto domina la chiesa parrocchiale di San Lorenzo martire, databile al 1229, l'oratorio della Madonna del Carmine e altre cappelle sparse per il territorio frazionale. Si narra inoltre di una leggendaria "chiesa delle Streghe" che, secondo il racconto popolare, fu costruita dalle stesse in una notte e su una vetta a strapiombo sulla valle.
La sagra del vino, nata nel 1970, si svolge il primo fine settimana di settembre nella piazza del paese (Aia della Corte), ed è caratterizzata da una gara di vini locali e dalla presenza di banchi gastronomici con piatti tipici preparati della donne del luogo.

## Economia

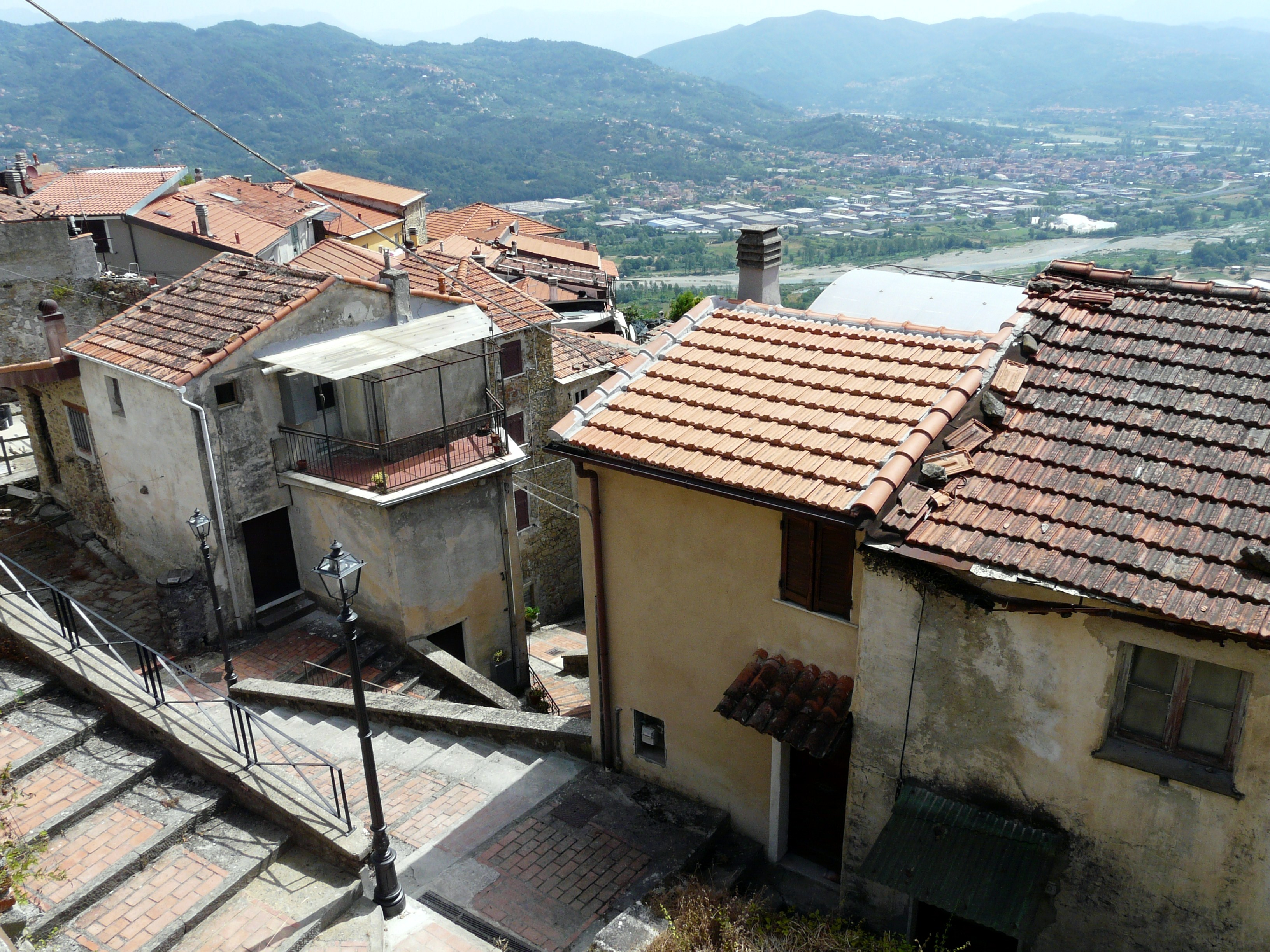
Il centro storico di Follo Alto

Si basa sulla coltivazione agricola specie di fave, fagioli, mais, grano e farro. Pregiata è anche la raccolta delle olive e dell'uva. Si coltivano inoltre fiori e piante.
Negli ultimi anni si è sviluppata un'ampia zona artigianale in cui sono insediate alcune attività di piccola e media impresa.
Di spicco le strutture sportive di cui il territorio si è dotato, tra le quali una "Città dello Sport" comprensiva di uno stadio per il gioco del calcio con tribune coperte e pista per l'atletica leggera, una pista ciclabile, e tre campi da tennis, tre da calcetto e uno da calcio a 7, oltre un maneggio pubblico.
Sul territorio comunale esistono 19 imprese agricole e di selvicoltura, tre di itticoltura e di servizi connessi, 90 attività manifatturiere, 76 imprese di costruzioni, 118 attività commerciali, 19 tra alberghi e ristoranti, 20 aziende di trasporti e comunicazione, una attività finanziaria, 41 attività immobiliare e di servizi alle imprese, 21 tra servizi pubblici, sociali e personali.

## Infrastrutture e trasporti

### Strade
Follo è situata lungo la strada provinciale 10 la quale collega Beverino con Vezzano Ligure ed è percorsa dalle strada provinciale 14 da Bastremoli a Piè di Costa e dalla strada provinciale 15 della Val Durasca (da Pian di Follo alla Foce).

### Mobilità urbana
Dal comune di La Spezia un servizio di trasporto pubblico locale gestito dall'ATC garantisce quotidiani collegamenti bus con Follo e per le altre località del territorio comunale.

## Amministrazione
| Periodo        | Periodo        | Primo cittadino   | Partito                                                | Carica  | Note   |
| -------------- | -------------- | ----------------- | ------------------------------------------------------ | ------- | ------ |
| 1945           |                | Giuseppe Fasoli   | Partito Comunista Italiano                             | Sindaco |        |
| 1945           | 1947           | Attilio Chiappini | Partito Comunista Italiano                             | Sindaco |        |
| 1947           | 1951           | Carlo Sardi       | Partito Repubblicano Italiano                          | Sindaco |        |
| 1951           | 1962           | Umberto Carabelli | Partito Socialista Italiano                            | Sindaco |        |
| 1962           | 1964           | Arturo Codeglia   | Democrazia Cristiana                                   | Sindaco |        |
| 1964           | 1973           | Fernando Rovani   | Partito Socialista Italiano                            | Sindaco |        |
| 1973           | 1976           | Aldo Canese       | Partito Socialista Italiano                            | Sindaco |        |
| 1976           | 1980           | Aldo Canese       | Democrazia Cristiana                                   | Sindaco |        |
| 1980           | 1985           | Fulvio Maoli      | Partito Socialista Italiano                            | Sindaco |        |
| 15 giugno 1985 | 8 giugno 1990  | Marco Vignudelli  | Partito Socialista Italiano                            | Sindaco |        |
| 8 giugno 1990  | 24 aprile 1995 | Marco Vignudelli  | Partito Socialista Italiano                            | Sindaco |        |
| 24 aprile 1995 | 14 giugno 1999 | Marco Vignudelli  | lista civica di centro-sinistra                        | Sindaco |        |
| 14 giugno 1999 | 14 giugno 2004 | Marco Vignudelli  | lista civica di sinistra                               | Sindaco |        |
| 3 luglio 2004  | 8 giugno 2009  | Giovanni Battolla | lista civica di centro-sinistra                        | Sindaco |        |
| 8 giugno 2009  | 26 maggio 2014 | Giorgio Cozzani   | Il Popolo della Libertà                                | Sindaco |        |
| 26 maggio 2014 | 27 maggio 2019 | Giorgio Cozzani   | Rinnovare insieme (lista civica di centro-destra)      | Sindaco | [ 21 ] |
| 27 maggio 2019 | 10 giugno 2024 | Rita Mazzi        | Cambiamo Follo insieme (lista civica di centro-destra) | Sindaco |        |
| 10 giugno 2024 | in carica      | Rita Mazzi        | Cambiamo Follo insieme (lista civica di centro-destra) | Sindaco |        |

## Sport
Il territorio è dotato di numerosi impianti sportivi, in ultimo una vera e propria "cittadella dello sport", sita nel capoluogo comunale, dove sono presenti lo stadio comunale, campi di calcetto e da tennis, la squadra di basket che milita nella serie C della lega basket. Tra le squadre di calcio:
- A.S.D. Follo F.C. militante nel campionato di Promozione.